# Făurei
Făurei ist eine Kleinstadt im Kreis Brăila in Rumänien. 

## Lage
Făurei liegt in der Tiefebene Câmpia Brăilei, einem Teil der Walachischen Tiefebene südlich des Flusses Buzău. Die Kreishauptstadt Brăila befindet sich etwa 60 km nordöstlich.

## Geschichte
Făurei ist eine relativ junge Siedlung, die 1872 im Zusammenhang mit dem Bau der Eisenbahnstrecke Buzău–Brăila entstand. Die Bahnstation wurde nach dem ca. 5 km südwestlich gelegenen Dorf Făurei benannt, das heute den Namen Făurei-Sat trägt und Teil der Gemeinde Surdila-Greci ist. Später wurde die neue Bahnhofssiedlung Gara Făurei durch den Bau der Linien nach Bukarest, Fetești und Tecuci ein bedeutender Eisenbahnknotenpunkt im Südosten Rumäniens. In der Folge erlebte die junge Siedlung mehrere Umbenennungen: 1925 erhielt sie den Namen des Politikers Ion I. C. Brătianu, 1948 den des 1941 ermordeten Kommunisten Filimon Sârbu. 1952 erfolgte die Rückbenennung in Făurei. Von 1950 bis 1968 war der Ort innerhalb der damaligen Verwaltungsgliederung Rumäniens Sitz eines Rajons. 1968 wurde Făurei zur Stadt erklärt. Die wichtigsten Erwerbsquellen sind neben dem Bahnverkehr die Landwirtschaft, der Handel und die Baustoffindustrie.

## Bevölkerung
1930 wurden auf dem Territorium der heutigen Stadt etwa 750 Einwohner registriert. Bei der Volkszählung 2002 lebten in Făurei 4097 Personen, darunter 3967 Rumänen und 125 Roma.

## Verkehr
Făurei verfügt über regelmäßige und direkte Bahnverbindungen in viele größere Städte des Landes. Darüber hinaus ist Făurei Standort einer ringförmig angelegten Eisenbahnteststrecke. Durch die Stadt verläuft die Nationalstraße DN2B von Buzău nach Galați.

## Sehenswürdigkeiten
- Tal des Flusses Buzău nördlich der Stadt

## Geboren in Făurei
- Bănel Nicoliță (* 1985), Fußballspieler